# Miss Carolina del Norte USA
Miss Carolina del Norte USA (en inglés: Miss North Carolina USA) es el concurso de belleza que selecciona a la representante del estado de Carolina del Norte en el concurso Miss USA. Desde 1992, está dirigido por RPM Productions, con sede en Aiken, Carolina del Sur (Estados Unidos).
En 2019 (presentado como concurso de 2020), Madeline Delp fue la primera mujer en silla de ruedas en llegar al Top 10 de semifinalistas en un concurso estatal de Miss USA.

## Resumen de resultados

### Clasificaciones
- Ganadoras de Miss USA: Chelsea Cooley (2005), Kristen Dalton (2009), Cheslie Kryst (2019)
- Primeras finalistas: Caelynn Miller-Keyes (2018), Morgan Romano (2022)[nota 1]
- Segundas finalistas: Constance Ann Dorn (1975), Lynn Jenkins (1994), Ashley Puleo (2004)
- Terceras finalistas: Lyndia Ann Tarlton (1960)
- Cuartas finalistas: Marcia Burton (1974)
- Top 6/8: Pat Arnold (1991), Madison Bryant (2021)
- Top 10/11/12: Deborah Ann Falls (1972), Dianne Jamerson (1979), Cookie Noak (1984), Rhonda Nobles (1986), Tess Elliott (1992), Ashley Love-Mills (2013)
- Top 15: Shirley Bagwell (1956), Erin O'Kelley (2007), Jordyn McKey (2023), Kenzie Hansley (2024)

Carolina del Norte tiene un récord de 22 clasificaciones en Miss USA.

### Premios
- Miss Fotogénica: Pat Arnold (1991)
- Miss Simpatía: Vera Morris (1998), Monica Palumbo (2001)

## Ganadoras
Colores clave
- Declarada como ganadora
- Terminó como finalista
- Terminó como una de las semifinalistas o cuartofinalistas

| Año  | Nombre                 | Ciudad natal       | Posición          | Premios especiales | Notas |
| ---- | ---------------------- | ------------------ | ----------------- | ------------------ | --- |
| 2024 | McKenzie Hansley       | Charlotte          | Top 20            |                    | Anteriormente Miss Carolina del Norte Teen USA 2017 |
| 2023 | Jordyn McKey           | Charlotte          | Top 20            |                    | |
| 2022 | Morgan Romano          | Concord            | Primera finalista |                    | Asumió el título. |
| 2021 | Madison Bryant         | Fayetteville       | Top 8             |                    | |
| 2020 | Jane Axhoj             | Waxhaw             |                   |                    | Anteriormente Miss Carolina del Norte Teen USA 2015 y 2.ª finalista en Miss Teen USA 2015                                                                                     |
| 2019 | Laura Little           | Charlotte          | No compitió       | No compitió        | Asumió el título. |
| 2019 | Cheslie Kryst          | Charlotte          | Miss USA 2019     |                    | Top 10 en Miss Universo 2019 |
| 2018 | Caelynn Miller-Keyes   | Asheville          | Primera finalista |                    | Anteriormente Miss Virginia Teen USA 2013 |
| 2017 | Katie Coble            | Charlotte          |                   |                    | Anteriormente Miss Carolina del Norte Teen USA 2007 y 2.ª finalista en Miss Teen USA 2007                                                                                     |
| 2016 | Devin Gant             | Charlotte          |                   |                    | Asumió el título. |
| 2016 | Allie Dunn             | Stallings          | No compitió       | No compitió        | Renunció al título. |
| 2015 | Julia Dalton           | Wilmington         |                   |                    | - Anteriormente Miss Carolina del Norte Teen USA 2008 - Hermana de Kristen Dalton, Miss USA 2009, e hija de Jeannie Boger, Miss Carolina del Norte USA 1982                   |
| 2014 | Olivia Olvera          | Fayetteville       |                   |                    | |
| 2013 | Ashley Love-Mills      | Raleigh            | Top 10            |                    | |
| 2012 | Sydney Perry           | Wrightsville Beach |                   |                    | |
| 2011 | Brittany York          | Wilmington         |                   |                    | |
| 2010 | Nadia Moffett          | Hillsborough       |                   |                    | |
| 2009 | Kristen Dalton         | Wilmington         | Miss USA 2009     |                    | - Top 10 en Miss Universo 2009 - Hermana de Miss Carolina del Norte Teen USA 2008 y Miss Carolina del Norte USA 2015, Julia Dalton - Hija de Miss Carolina del Norte USA 1982 |
| 2008 | Andrea Duke            | Saluda             |                   |                    | |
| 2007 | Erin O'Kelley          | Asheville          | Top 15            |                    | Anteriormente Miss Carolina del Norte Teen USA 2001 |
| 2006 | Samantha Holvey        | Buies Creek        |                   |                    | |
| 2005 | Chelsea Cooley         | Charlotte          | Miss USA 2005     |                    | - Top 10 en Miss Universo 2005 - Anteriormente Miss Carolina del Norte Teen USA 2000                                                                                          |
| 2004 | Ashley Puleo           | Pinehurst          | Segunda finalista |                    | |
| 2003 | Kristen Luneberg       | Durham             |                   |                    | Anteriormente Miss Rhode Island Teen USA 1998 |
| 2002 | Alison English         | Archdale           |                   |                    | |
| 2001 | Monica Palumbo         | Charlotte          |                   | Miss Simpatía      | |
| 2000 | Portia Lyndell Johnson | Greensboro         |                   |                    | |
| 1999 | Joy Hall               | Sanford            |                   |                    | |
| 1998 | Vera Morris            | Rocky Mount        |                   | Miss Simpatía      | |
| 1997 | Crystal McLaurin-Coney | Durham             |                   |                    | |
| 1996 | Jessica McMinn         | Tuxedo             |                   |                    | |
| 1995 | Michelle Mauney        | Stanley            |                   |                    | |
| 1994 | Lynn Jenkins           | Gastonia           | Segunda finalista |                    | |
| 1993 | Christa Tyson          | Monroe             |                   |                    | |
| 1992 | Tess Elliott           | High Point         | Top 11            |                    | Murió en un accidente de paracaidismo seis semanas antes de que terminara su reinado.                                                                                         |
| 1991 | Pat Arnold             | Jacksonville       | Top 6             | Miss Fotogénica    | |
| 1990 | Altman Allen           | Shelby             |                   |                    | |
| 1989 | Jacqueline Padgette    | Greenville         |                   |                    | |
| 1988 | Tammy Tolar            | Fayetteville       |                   |                    | |
| 1987 | Donna Wilson           | Davidson           |                   |                    | |
| 1986 | Rhonda Nobles          | Fayetteville       | Top 10            |                    | |
| 1985 | Kate Kenney            | Raleigh            |                   |                    | |
| 1984 | Cookie Noak            | Hickory            | Top 10            |                    | |
| 1983 | Payge Pinson           | Mooresville        |                   |                    | |
| 1982 | Jeannie Boger          | Sanford            |                   |                    | Madre de Kristen Dalton (Miss Carolina del Norte USA 2009) y Julia Dalton (Miss Carolina del Norte Teen USA 2008 y Miss Carolina del Norte USA 2015)                          |
| 1981 | Lisa Swift             | Southport          |                   |                    | |
| 1980 | Lori Boggs             | Kannapolis         |                   |                    | |
| 1979 | Dianne Jamerson        | Asheville          | Top 12            |                    | |
| 1978 | Kathryn Norman         | Charlotte          |                   |                    | |
| 1977 | Vikki Verbyla          | Lenoir             |                   |                    | |
| 1976 | Dianne Bowen           | Windsor            |                   |                    | |
| 1975 | Constance Dorn         | Kinston            | Segunda finalista |                    | Anteriormente Miss Carolina del Norte 1972 y 1.ª finalista en Miss America 1973                                                                                               |
| 1974 | Marcia Burton          | Hickory            | Cuarta finalista  |                    | |
| 1973 | Vivian Craig           | Stanley            |                   |                    | |
| 1972 | Deborah Falls          | Vale               | Top 12            |                    | |
| 1971 | Mary Rudroff           | Winston-Salem      |                   |                    | |
| 1970 | Susan Bodsford         | Ramseur            |                   |                    | |
| 1969 | Faye Bass              | Durham             |                   |                    | |
| 1968 | Kelli Ann Moore        | Raleigh            |                   |                    | |
| 1967 | Patti Jean Effron      | Jacksonville       |                   |                    | |
| 1966 | Brenda Moye            | Fountain           |                   |                    | |
| 1965 | Sandra Farmer          | Greensboro         |                   |                    | |
| 1964 | No compitió            | No compitió        | No compitió       | No compitió        | No compitió |
| 1963 | Trudy Ann Cauthen      | Newton             |                   |                    | |
| 1962 | Brenda Smith           | Charlotte          |                   |                    | |
| 1961 | Marie Clyburn          | Charlotte          |                   |                    | |
| 1960 | Lyndia Ann Tarlton     | Wingate            | Tercera finalista |                    | |
| 1959 | Peggy Ann Brown        | Sunbury            |                   |                    | |
| 1958 | Jean Edwards           | Hertford           |                   |                    | |
| 1957 | Peggy Dennis           | Lilesville         |                   |                    | |
| 1956 | Shirley Bagwell        | Raleigh            | Top 15            |                    | |
| 1955 | Mary Grace Ratliffe    | Wadesboro          |                   |                    | |
| 1954 | Ann Pickett            | Liberty            |                   |                    | |
| 1953 | Libby Walker           | Raleigh            |                   |                    | |
| 1952 | Doris Stanley          | Greensboro         |                   |                    | |

## Galería de ganadoras

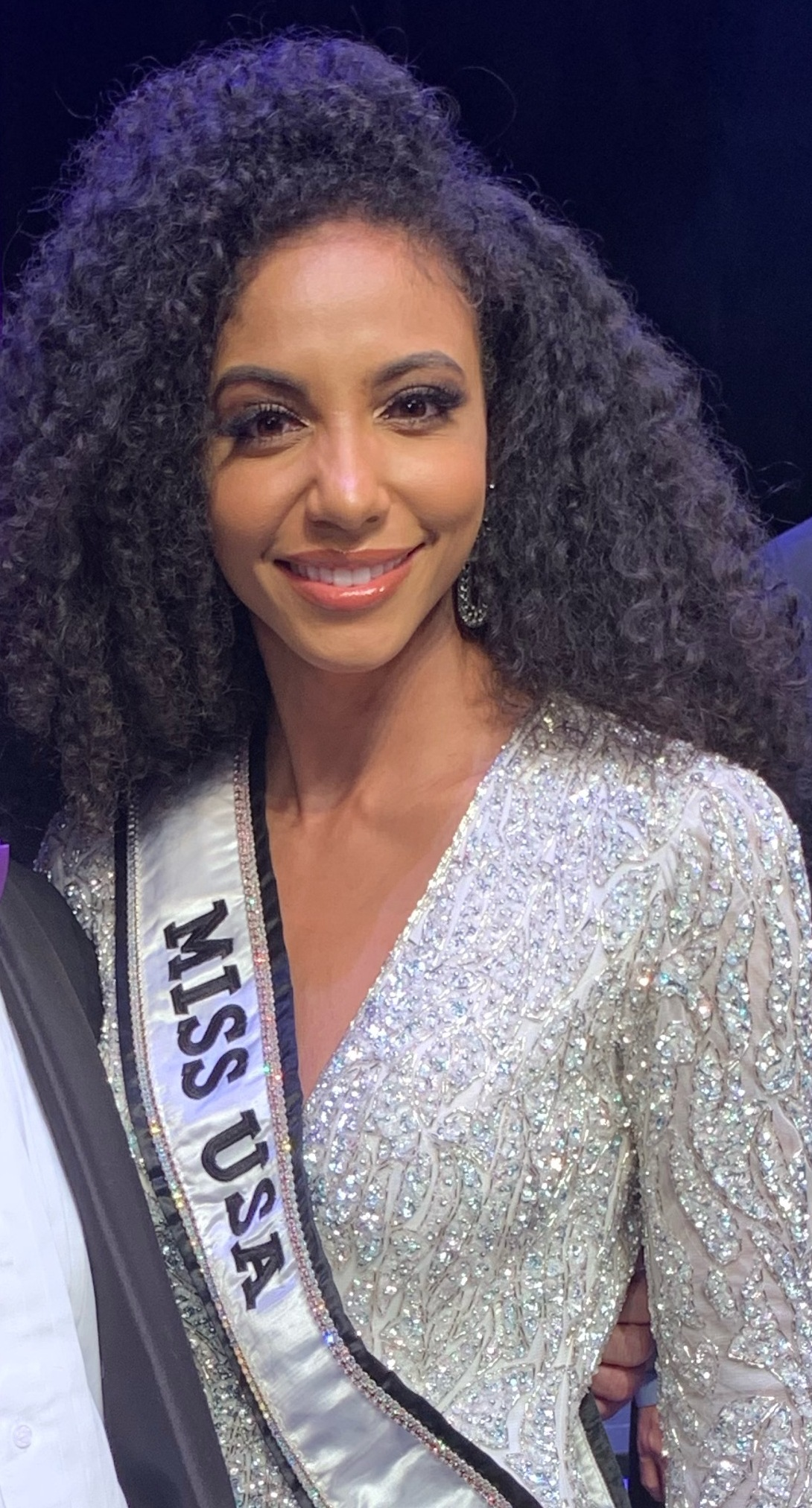
Cheslie Kryst, Miss Carolina del Norte USA 2019 y Miss USA 2019
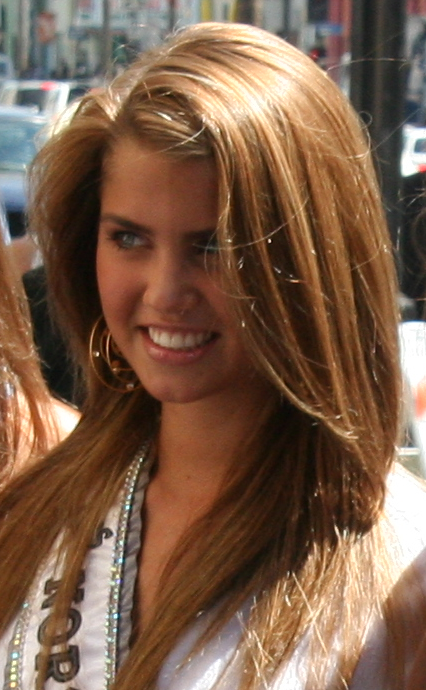
Katie Coble, Miss Carolina del Norte USA 2017
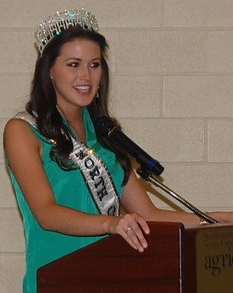
Sydney Perry, Miss Carolina del Norte USA 2012
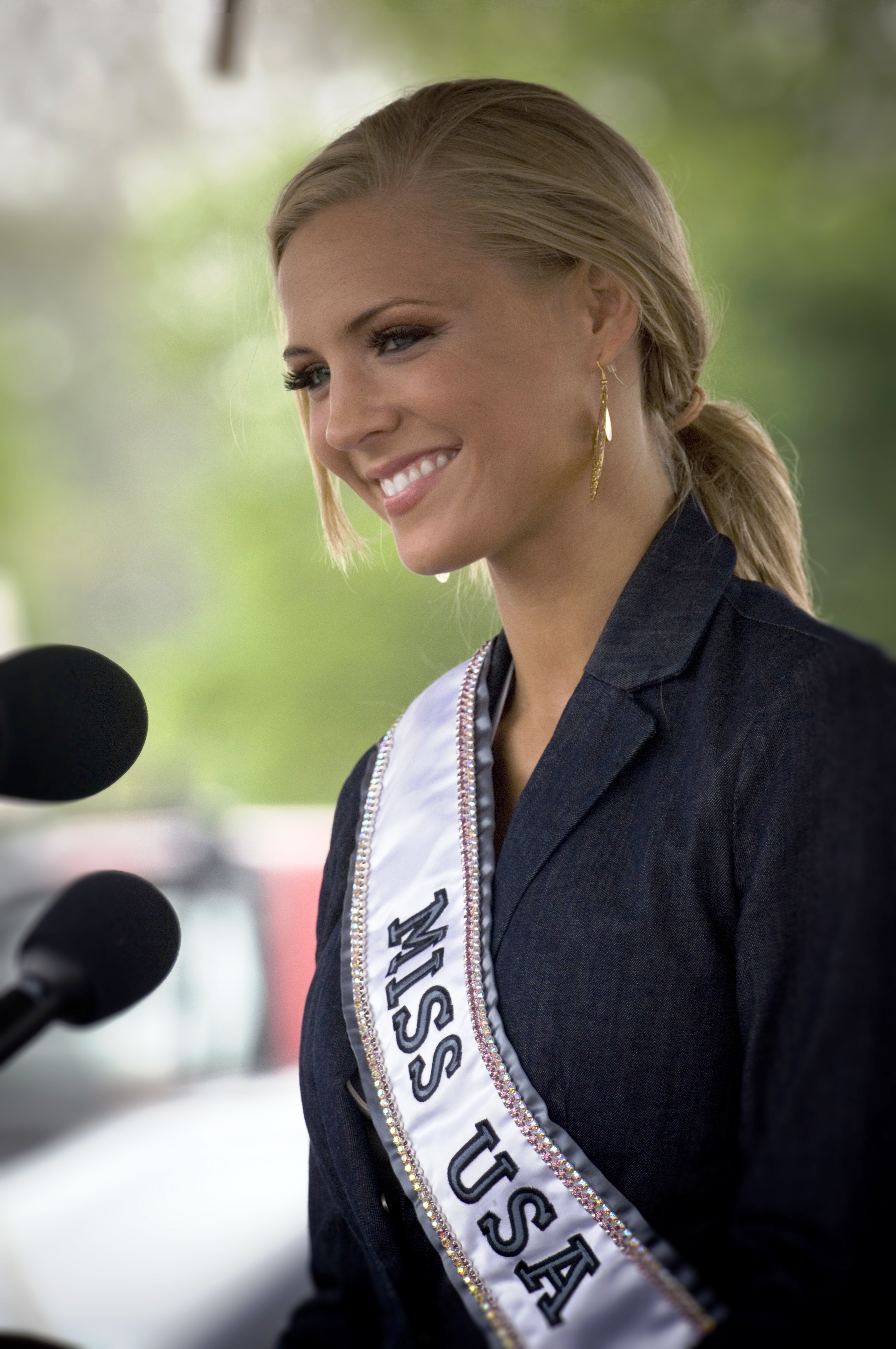
Kristen Dalton, Miss Carolina del Norte USA 2009 y Miss USA 2009
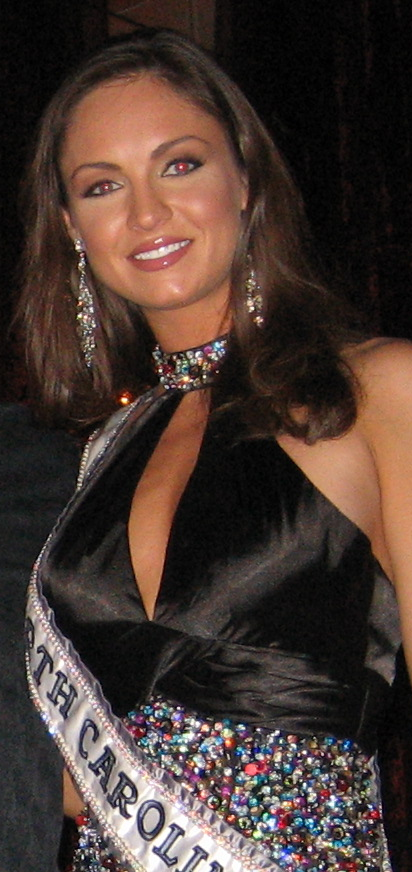
Andrea Duke, Miss Carolina del Norte USA 2008
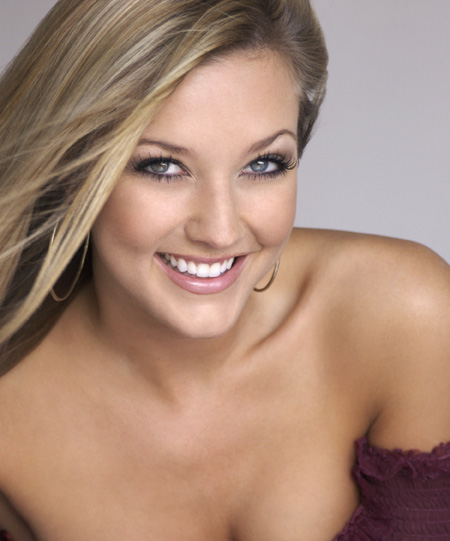
Erin O'Kelley, Miss Carolina del Norte USA 2007
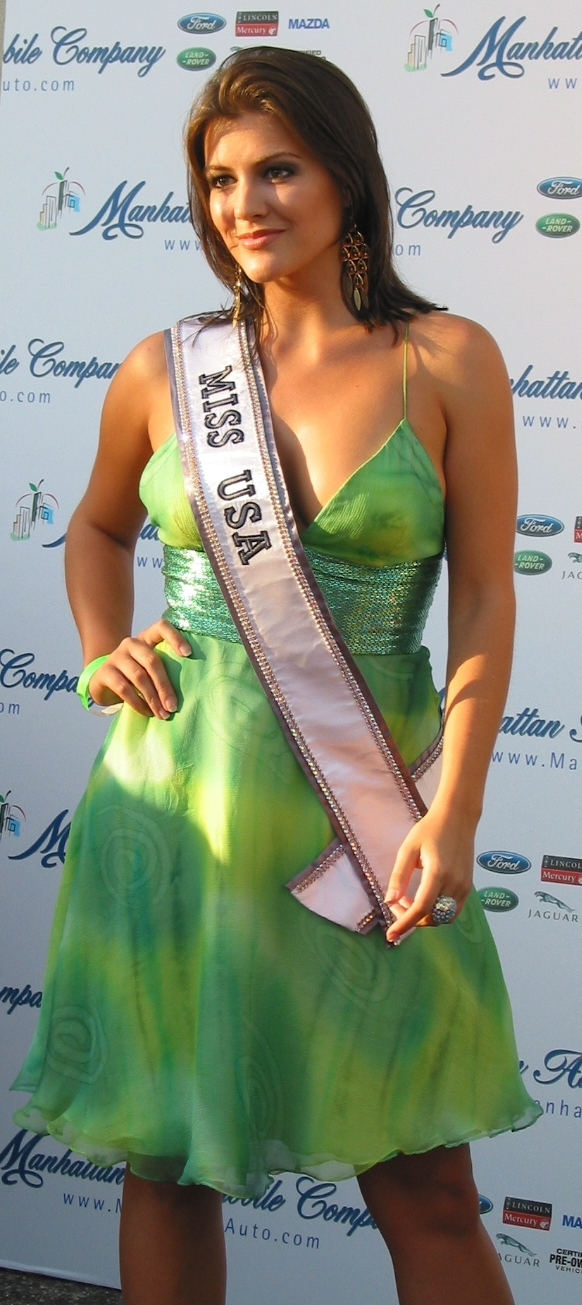
Chelsea Cooley, Miss Carolina del Norte USA 2005 y Miss USA 2005